# Fraude de Taxil
El fraude de Taxil es probablemente la más famosa farsa antimasónica. Su autor fue el escritor marsellés Léo Taxil (1854-1907), que buscó vengarse de la masonería, de la que había sido expulsado en 1882 por un caso de plagio.
El fraude de Leo Taxil se menciona en El cementerio de Praga, una novela de Umberto Eco.

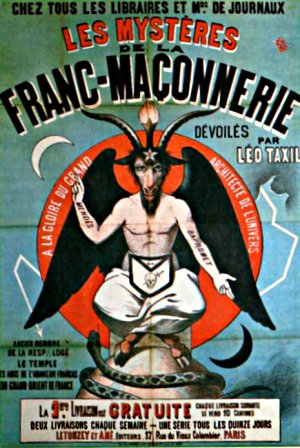
Cartel publicitario de una obra de Leo Taxil.

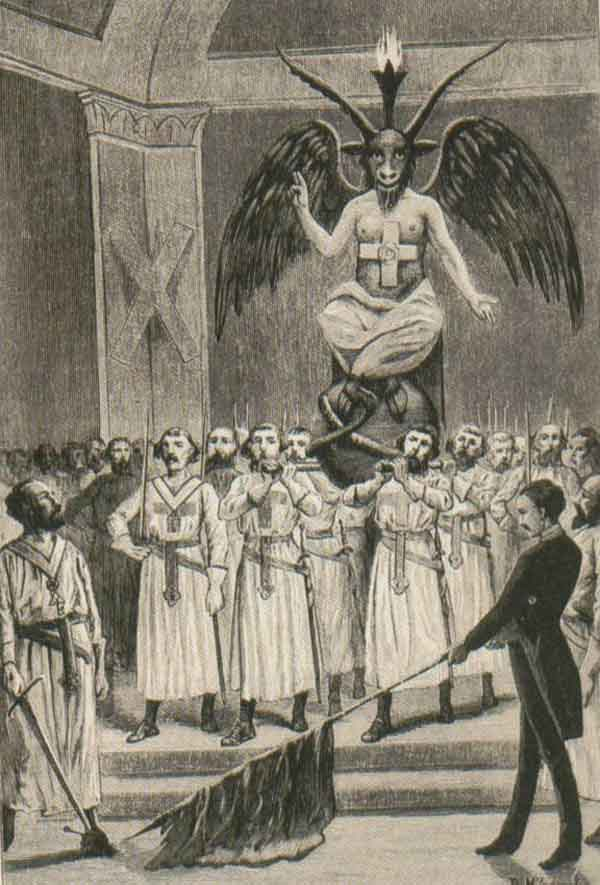
Culto a Bafomet por parte de los masones, según Leo Taxil.

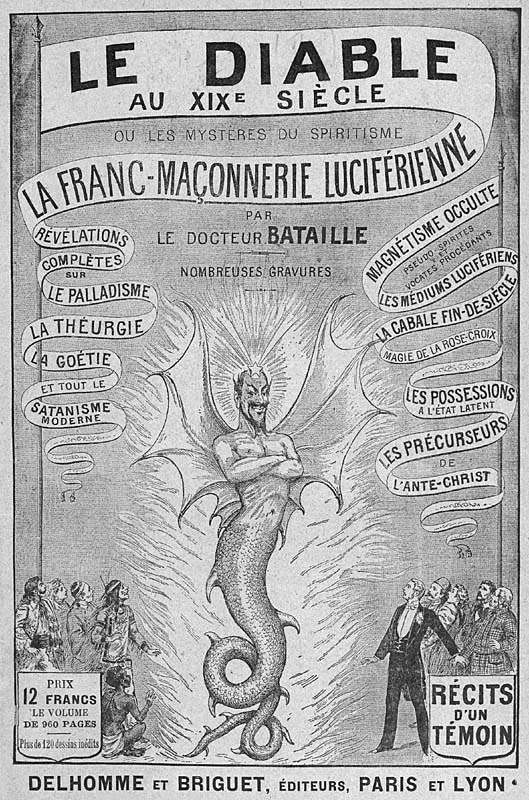
El diablo en el siglo diecinueve, obra de Charles Hacks en colaboración con Léo Taxil, publicada bajo el seudónimo de Docteur Bataille en 1895.

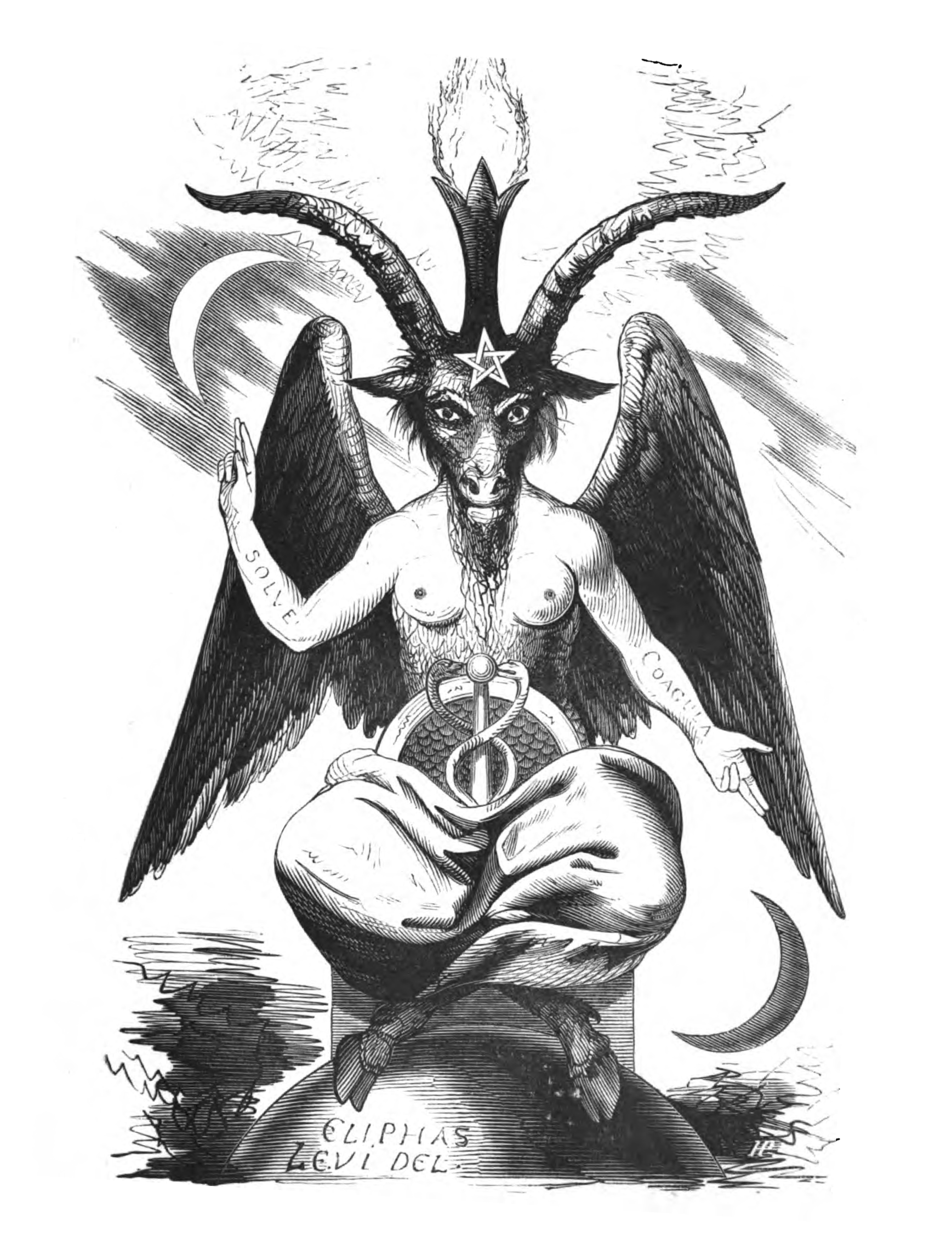
Bafomet, según el Dogme et rituel de la haute magie (1854) de Eliphas Levi.

## Historia
Léo Taxil había escrito y publicado varios libros fuertemente anticatólicos, describiendo a la jerarquía católica como sádica y hedonista. Ingresó en la masonería en 1881, pero su paso fue efímero, ya que diez meses después fue acusado de plagio, y fue expulsado.
El 20 de abril de 1884 el papa León XIII publicó la encíclica Humanum genus, en la que afirmaba lo siguiente:

El género humano quedó dividido en dos campos contrarios, de los cuales el uno ―el reino de Dios en la Tierra, es decir, la Iglesia verdadera de Jesucristo― combate sin descanso por la verdad y la virtud y el otro campo es el reino de Satanás [...] bajo la guía y con el auxilio de la masonería.
Papa León XIII

Después de la publicación de esta encíclica, Taxil vio, como posteriormente confesaría, una excelente oportunidad para llevar a cabo una acción que ridiculizaría a la Iglesia católica y le permitiría vengarse de la masonería por haberle expulsado.
En 1885, fingió convertirse al catolicismo y anunció su intención de reparar el daño que ha causado a la verdadera fe. Acto seguido inventó una orden masónica satánica de nombre Palladium, cuyo objetivo principal sería el de dominar el mundo.
El supuesto objetivo de Taxil era denunciar tal orden, revelando los secretos y acciones de la sociedad. Continuó acusando a la masonería de incentivar entre sus seguidores el vicio e incluso el asesinato, y de ser una secta satánica que dedicaba su culto a Bafomet.
Para hacer más creíble su estafa, Taxil mezcló elementos masónicos verdaderos y otros de su invención. Por ejemplo, modificó algunos símbolos del Rito Escocés Antiguo y Aceptado, como el cordero pascual, reemplazándolo por la imagen de Bafomet, figura simbólica concebida y divulgada a partir de 1854 por el ocultista Eliphas Levi.
Taxil escribió varios libros exponiendo estas tesis, en las que incluía supuestos testimonios que afirmaban la vinculación entre masonería y satanismo. En unas de estas obras, Le Diable au XIXe siècle, introducía un nuevo personaje, llamada Diana Vaughan, supuesta descendiente del alquimista Thomas Vaughan, uno de los fundadores de los rosacruces. El libro contenía muchas historias sobre supuestas reuniones que mantenía con diablos rojos, uno de los cuales escribiría profecías sobre su espalda con su cola.
Estas ideas tuvieron amplia aceptación en los círculos católicos, tanto que fue recibido por León XIII, que se declaró admirador de sus obras y le pidió que escribiese más libros, pasando él a financiarlo. Continuando con la farsa, Taxil acusó a Albert Pike, abogado estadounidense, dirigente de la francmasonería americana, de ser el líder supremo de todos los masones y de mantener contacto con Satanás. Monseñor Northrop ―obispo de Charleston (Carolina del Sur)― viajó a Roma con el fin de garantizar al papa León que los masones de su diócesis eran personas dignas y que su templo no albergaba ninguna estatua del demonio.
El 19 de abril de 1897, Leo Taxil acabó con su «broma» en una conferencia de prensa organizada en la Sociedad de Geografía (la llamada «Conferencia de Leo Taxil»), en la cual confesó que sus revelaciones sobre los masones eran ficticias, que Diana Vaughan era una dactilógrafa estadounidense, protestante, quien había accedido a prestar su nombre a la farsa, y agradeció al clero por su contribución en el éxito del engaño al darle propaganda y fondos a sus publicaciones.
Eso provocó un escándalo que obligó a la policía a intervenir para proteger al autor.